# Paranthias colonus
Paranthias colonus là một loài cá biển thuộc chi Paranthias trong họ Cá mú. Loài này được mô tả lần đầu tiên vào năm 1846.

## Từ nguyên
Từ định danh được Latinh hóa từ Colon, tên thông thường của Serranus creolus (= Paranthias furcifer) ở Antilles, vì hai loài này tương đồng với nhau.

## Phân loại
Dựa trên kết quả phân tích trình tự DNA, Craig và Hastings (2007) đã gộp Paranthias vào danh pháp đồng nghĩa của Cephalopholis. Điều này được một số nhà ngư học đồng tình, nhưng dựa trên đặc trưng hình thái thì Parenti và Randall (2020) vẫn tách biệt hai chi này.
Cơ sở dữ liệu trực tuyến Catalog of Fishes tính đến năm 2022 vẫn công nhận tính hợp lệ của loài P. furcifer, nhưng lại chuyển P. colonus sang chi Cephalopholis.

## Phạm vi phân bố và môi trường sống
P. colonus có phân bố rộng ở Đông Thái Bình Dương, từ bờ nam bang California (Hoa Kỳ) về phía nam đến Peru, bao gồm tất cả các hòn đảo ngoài khơi.
P. colonus ưa sống trên các rạn san hô và vùng biển có nền đáy cứng, độ sâu đến ít nhất là 120 m.

## Mô tả
Chiều dài cơ thể lớn nhất được ghi nhận ở P. colonus là 35,6 cm. Cá có màu đỏ nhạt với một hàng đốm màu xanh tím ở phần lưng và cuống đuôi. Gốc vây ngực có một đốm xanh óng. Gốc vây lưng sẫm màu, viền vây màu xanh lục pha đỏ. Một số cá thể có 2 vệt xanh lam trên má. Cá con màu vàng hồng, trên lưng có nhiều đốm xanh óng.
Số gai ở vây lưng: 9; Số tia vây ở vây lưng: 18–21; Số gai ở vây hậu môn: 3; Số tia vây ở vây hậu môn: 9–11; Số tia vây ở vây ngực: 19–23; Số vảy đường bên: 68–86.

## Ký sinh
P. colonus chứa nhiều loài ký sinh, bao gồm các loài giun sán là Prodistomum orientalis, Scolex pleuronectis cùng nhiều loài thuộc các chi Anisakis, Brachyphallus, Lecithochirium, Spinitectus, Caligus và Hatschekia. Loài giun dẹp Pseudorhabdosynochus jeanloui được mô tả vào năm 2015 lấy từ cơ thể loài cá này ở ngoài khơi Peru.